# میتسونوری ایزوتانی
میتسونوری ایزوتانی (ژاپنی: 泉谷 光紀؛ زادهٔ ۲۷ ژوئن ۱۹۸۳) یک بازیکن فوتبال اهل ژاپن است.
از باشگاه‌هایی که در آن بازی کرده‌است می‌توان به باشگاه فوتبال اهیمه اشاره کرد.